# مگی (میسیسیپی)
مگی (به انگلیسی: Magee) شهری در ایالت میسیسیپی کشور ایالات متحده آمریکا است که جمعیت آن در سرشماری سال ۲۰۱۰ میلادی، ۴٬۴۰۸
نفر بوده‌است.